# Slowinzischer Nationalpark

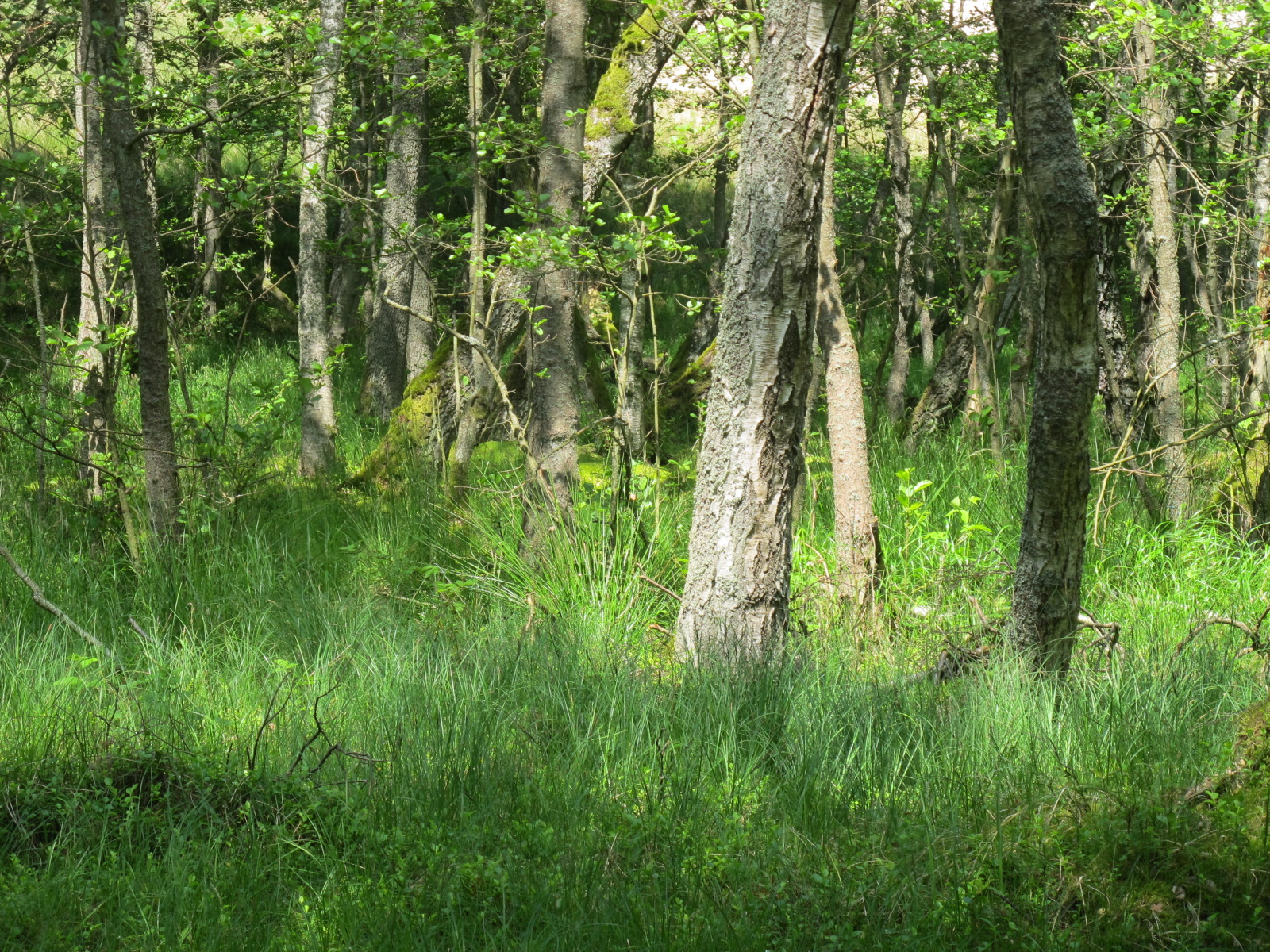
Waldgebiet im Slowinzischen Nationalpark

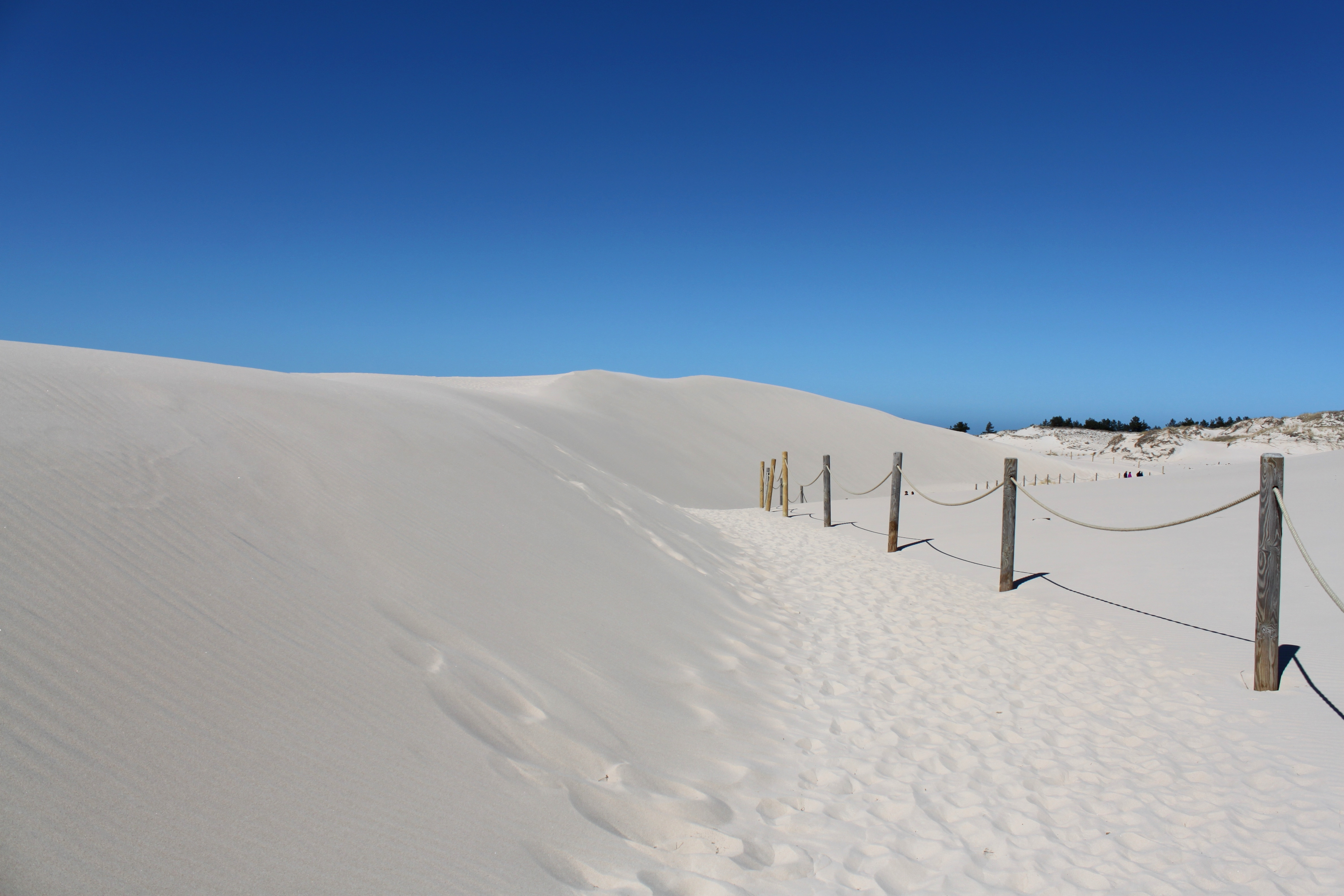
Dünen

Der Slowinzische Nationalpark (polnisch Słowiński Park Narodowy) liegt in Hinterpommern an der Ostseeküste – dem „Baltischen Meer“ (Morze Bałtyckie) – zwischen den Orten Lębork (Lauenburg) und Słupsk (Stolp) in der polnischen Woiwodschaft Pommern. Der Landstrich (550 ha) fasst einige typische naturnahe Lebensräume zusammen: Breitstrandige Küstenabschnitte, mächtige Wanderdünen (Łącka Góra 42 m hoch) auf einer Nehrung, ruhige Flussuferpartien und den größten Küstensee westlich von Danzig.
Zwischen den Küstenorten Ustka (Stolpmünde) und Łeba (Leba) zieht sich ein ca. 35 km langer Fernwanderweg entlang.
Der Name des Parks bezieht sich auf das Volk der Slowinzen, die ursprünglich am Rande des Lebasees lebten.
Einige Grunddaten des Nationalparks:
- Gründung: 1. Januar 1967
- Größe: 18.618 Hektar, davon

59,3 Prozent Wasser
24,5 Prozent Wald
8,2 Prozent Weideland
7,9 Prozent Sumpf
5,1 Prozent Strand und Dünen
- größte Düne: Lontzkedüne (polnisch Łącka Góra) (etwa 42 Meter)
- Geschwindigkeit einer Düne: bis zu 10 Meter pro Jahr